# Let Trigana Air Service 267
Let 267 Trigana Air Service byl 45minutový let indonéské domácí letecké společnosti Trigana Air Service ze Sentani do Oksibil ve východní indonéské provincii Papua. Dvoumotorový turbovrtulový stroj typu ATR 42 s 54 lidmi na palubě se dne 16. srpna 2015 zřítil u města Oksibilu na ostrově Nová Guinea. Všichni zahynuli.